# Ловленд (Огайо)
Ловленд (англ. Loveland) — місто (англ. city) в США, в округах Гамільтон, Клермонт і Воррен штату Огайо. Населення — 13 307 осіб (2020).

## Географія
Ловленд розташований за координатами 39°16′3″ пн. ш. 84°16′28″ зх. д. / 39.26750° пн. ш. 84.27444° зх. д. (39.267517, -84.274553).  За даними Бюро перепису населення США в 2010 році місто мало площу 12,95 км², з яких 12,76 км² — суходіл та 0,19 км² — водойми.

## Демографія
Згідно з переписом 2010 року, у місті мешкала 12 081 особа в 4701 домогосподарстві у складі 3270 родин. Густота населення становила 933 особи/км².  Було 4961 помешкання (383/км²).
Расовий склад населення:
| - 93,5 % — білих - 2,1 % — чорних або афроамериканців - 1,7 % — азіатів - 0,1 % — вихідців з тихоокеанських островів - 0,1 % — корінних американців |

До двох чи більше рас належало 1,9 %. Частка іспаномовних становила 2,4 % від усіх жителів.
За віковим діапазоном населення розподілялося таким чином: 27,9 % — особи молодші 18 років, 59,3 % — особи у віці 18—64 років, 12,8 % — особи у віці 65 років та старші. Медіана віку мешканця становила 38,0 року. На 100 осіб жіночої статі у місті припадало 91,8 чоловіків;  на 100 жінок у віці від 18 років та старших — 86,6 чоловіків також старших 18 років.
Середній дохід на одне домашнє господарство  становив 96 519 доларів США (медіана — 73 975), а середній дохід на одну сім'ю — 113 744 долари (медіана — 95 183). Медіана доходів становила 58 034 долари для чоловіків та 48 445 доларів для жінок. За межею бідності перебувало 8,8 % осіб, у тому числі 12,7 % дітей у віці до 18 років та 10,4 % осіб у віці 65 років та старших.
Цивільне працевлаштоване населення становило 6944 особи. Основні галузі зайнятості: освіта, охорона здоров'я та соціальна допомога — 18,2 %, виробництво — 17,2 %, науковці, спеціалісти, менеджери — 13,9 %, роздрібна торгівля — 12,4 %.